# サンドリン・ムシェ
サンドリン・ムシェ（フランス語: Sandrine Mouchet、1969年5月8日 - ）は、フランスの外交官である。2023年9月1日から在京都フランス総領事、関西日仏学館館長を務めている。サンドリーヌ・ムシェとも。

## 経歴
ムシェは、外国語（英語、日本語など）や国際交渉を学んだ後、日仏間の経済・商業交流に携わった。1999年にフランス外務省に入省し、アジア・オセアニア局、国際協力・開発局、人事局、危機管理・支援センターなどの部署で勤務した。その後、在広州フランス総領事館の文化・協力部門やキャンベラのフランス大使館の政治部門で海外勤務を経験した。
2020年9月1日から2023年8月31日までギリシャの在テッサロニキ総領事兼アンスティチュ・フランセ所長を務めていた。
日本には1年滞在。
ムシェは夫のフレデリックとともに多くの旅行やレポートを行い、環境問題や異文化に関心を持っている。彼らはオーストラリアで暮らした時期に、先住民族であるアボリジニの文化や生活について取材し、写真集『オーストラリア・アボリジニ』（Éditions Glénat, 2016年）を出版した。

## 著作
- Mouchet, Frédéric; Mouchet, Sandrine (2019). Australie aborigène : Walkabout. Beaux livres. Grenoble: Glénat. ISBN 9782344032329. OCLC 1127255390